# بالوه
شهر بالوه در ایالت نوردراین-وستفالن در کشور آلمان واقع شده است.

## نگارخانه

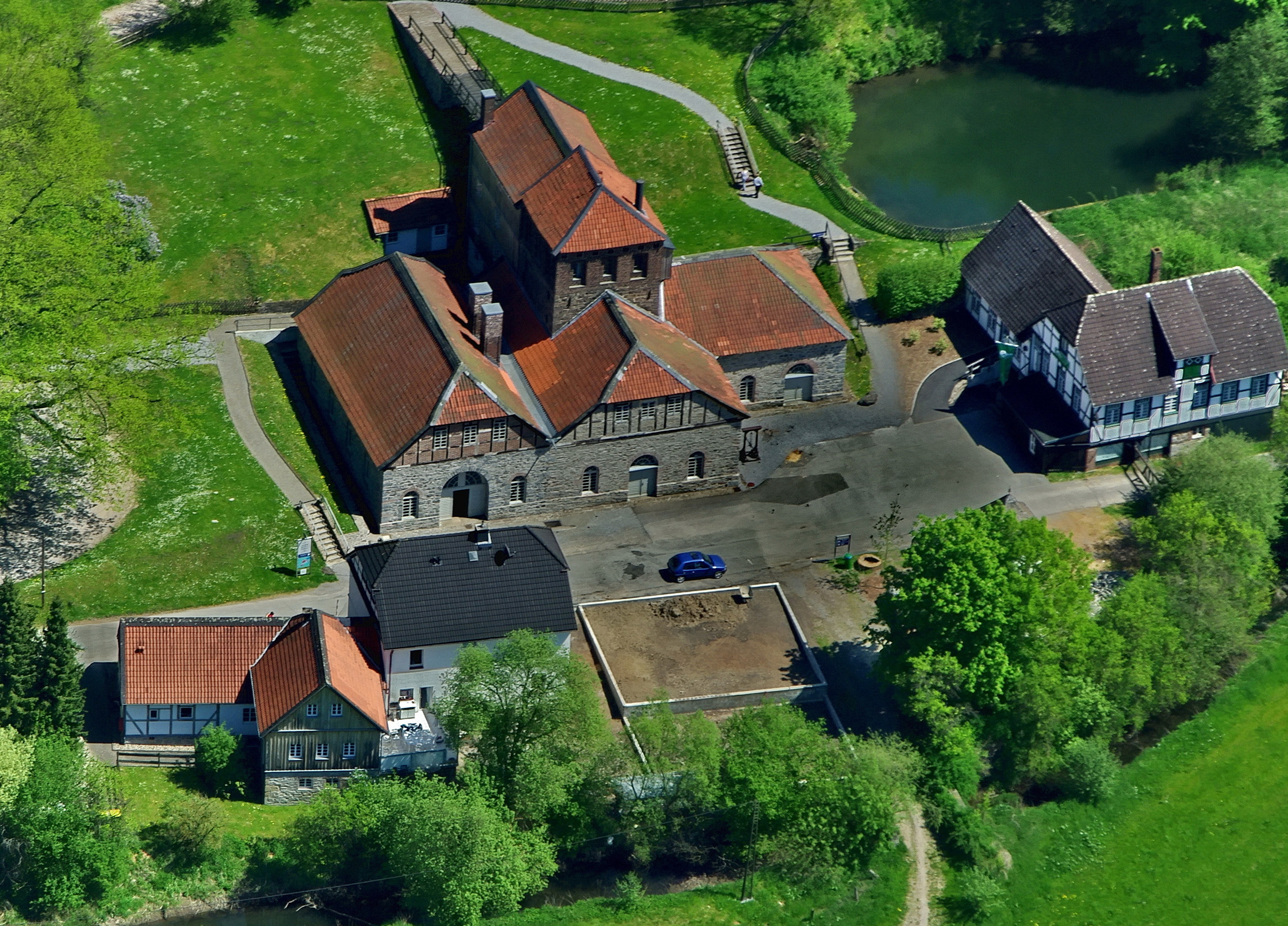